# Грижани-Белград
Грижани-Белград (хорв. Grižane-Belgrad) — населений пункт у Хорватії, у Приморсько-Горанській жупанії у складі громади Винодольська Опчина.

## Населення
Населення за даними перепису 2011 року становило 953 осіб.
Динаміка чисельності населення поселення:

## Клімат
Середня річна температура становить 12,40 °C, середня максимальна – 24,76 °C, а середня мінімальна – 0,47 °C. Середня річна кількість опадів – 1354 мм.
| Клімат поселення                              | Клімат поселення | Клімат поселення | Клімат поселення | Клімат поселення | Клімат поселення | Клімат поселення | Клімат поселення | Клімат поселення | Клімат поселення | Клімат поселення | Клімат поселення | Клімат поселення | Клімат поселення |
| Показник                                      | Січ.             | Лют.             | Бер.             | Квіт.            | Трав.            | Черв.            | Лип.             | Серп.            | Вер.             | Жовт.            | Лист.            | Груд.            |                  |
| Середній максимум, °C                         | 8,88             | 8,81             | 10,95            | 14,84            | 19,40            | 23,50            | 24,76            | 24,48            | 20,12            | 15,94            | 11,46            | 8,95             |                  |
| Середня температура, °C                       | 4,71             | 4,64             | 6,77             | 10,67            | 15,22            | 19,32            | 21,72            | 21,44            | 17,07            | 12,89            | 8,41             | 5,90             |                  |
| Середній мінімум, °C                          | 0,55             | 0,47             | 2,60             | 6,50             | 11,05            | 15,14            | 18,66            | 18,39            | 14,03            | 9,84             | 5,36             | 2,85             |                  |
| Норма опадів, мм                              | 99               | 88               | 93               | 102              | 96               | 109              | 69               | 90               | 142              | 166              | 169              | 131              |                  |
| Середньомісячна швидкість вітру, м/с          | 3.11             | 3.24             | 3.28             | 3.06             | 2.79             | 2.64             | 2.59             | 2.64             | 2.78             | 3.04             | 3.38             | 3.39             |                  |
| Середньомісячна сонячна радіація, кДж/м²·день | 4455             | 7251             | 10525            | 14923            | 19143            | 20735            | 22212            | 19045            | 14004            | 9126             | 4818             | 3754             |                  |
| --------------------------------------------- | ---------------- | ---------------- | ---------------- | ---------------- | ---------------- | ---------------- | ---------------- | ---------------- | ---------------- | ---------------- | ---------------- | ---------------- | ---------------- |
| Джерело:                                      |                  |                  |                  |                  |                  |                  |                  |                  |                  |                  |                  |                  |                  |